# 西贝尔·厄兹坎
西贝尔·厄兹坎（土耳其語：Sibel Özkan，1988年3月3日—），土耳其女子举重运动员。她在2008年北京奥运会女子48公斤级比赛中获得银牌，这是土耳其选手在北京奥运会上获得的第一块奖牌。
2016年8月，国际奥委会在对2008年北京奥运会运动员的再次尿检中发现金牌得主陈燮霞和银牌得主西贝尔·厄兹坎的样本呈现阳性。2017年1月，国际奥委会宣布取消陈燮霞和西贝尔·厄兹坎在北京奥运会的女子举重48公斤级的奖牌。